# عنایت بهبهانی
عنایت بهبهانی (تولد ۱۳۰۶ اهواز- مرگ ۱۳۸۹ شمسی در کانادا) سیاست‌مدار، نماینده تهران در دوره بیست و چهارم مجلس شورای ملی و آخرین رئیس اتاق بازرگانی تهران پیش از انقلاب بود.

## تولد
او فرزند ابوالقاسم بهبهانى بازرگان و کارخانه‏‌دار معروف بود که در سال ۱۳۰۶ شمسی در اهواز متولد شد.

## تحصیلات
دوره ابتدایی را در اهواز گذراند و تحصیلات متوسطه را در دبیرستان البرز ادامه داد. بهبهانی دوره کارشناسی را در رشته ماشین‏‌آلات کشاورزی دانشگاه میشیگان تحصیل کرد و دوره کارشناسی ارشد مهندسی مکانیک را در دانشگاه مریلند گذراند.
او یکی از مؤسسین کارخانجات صنعتی جنرال در ایران بود و به مدت هجده سال در هیئت‌ مدیره این شرکت عضویت داشت.
عنایت بهبهانی همچنین یکی از مؤسسین سندیکای سازندگان و پیمانکاران و واردکنندگان تأسيسات ساختمان بوده است که در سال ۱۳۴۰ تأسیس شد و وی اولین خزانه‌دار این سندیکا بوده است.

## دوره ریاست اتاق بازرگانی تهران
در انتخابات هیئت‌رئیسه اتاق بازرگانی تهران در نوزدهم اسفند ۱۳۴۷ او به سمت دبیر هیئت‌رئیسه انتخاب شد. در این انتخابات محمد خسروشاهی به ریاست اتاق بازرگانی تهران رسید. در ۲۳ اسفند ۱۳۴۸ دو اتاق صنایع و معادن ایران و اتاق بازرگانی تهران با یکدیگر ادغام شدند و «اتاق بازرگانی، صنایع و معادن ایران» را تشکیل دادند و در بیستم اسفند ۱۳۴۹ نخستین انتخابات «اتاق بازرگانی، صنایع و معادن ایران» شعبه تهران صورت گرفت و عنایت بهبهانی جزو منتخبان بود. او همچنین در انتخابات دور بعدی که در سال ۱۳۵۳ برگزار شد، جزو نمایندگان منتخب بود. درجریان نخستین جلسه هیئت‌ نمایندگان دوره دوم اتاق تهران‌ علی اکبر محلوجی، رئیس دوره اول اتاق تهران به علت بیماری از نامزدی ریاست اتاق عذرخواهی کرد و عنایت بهبهانی را برای این سمت پیشنهاد کرد. سپس انتخابات هیئت‌رئیسه اتاق انجام شد و بهبهانی به سمت رئیس اتاق تهران انتخاب شد.
عنایت بهبهانی از سال ۱۳۵۳ تا ۱۳۵۷ ریاست اتاق بازرگانی تهران را برعهده داشت که در سال ۱۳۵۷ از این سمت استعفا داد.

## سوابق
عضو هیئت‌مدیره شرکت کارخانجات صنعتی جنرال ، عضو حزب ایران نوین ، نماینده در ادوار بیست‌و‌سوم و بیست‌و‌چهارم مجلس شورای ملی، رئیس اتاق بازرگانی تهران، نایب رئیس انجمن شهر تهران.

## مرگ
وی تا سال ۱۳۶۱ در ایران حضور داشت و در سال ۱۳۸۹ در کانادا از دنیا رفت.